# Club Deportivo Bañuelos
El Club Deportivo Bañuelos es un club de fútbol de España de la localidad de Baños de Río Tobía (La Rioja). Fue fundado en 1952, y juega en la Regional Preferente de La Rioja.

## Historia
El C. D. Bañuelos participó desde su fundación en 1982 hasta la temporada 1985-86 en la competiciones regionales de la Federación Navarra de Fútbol pasando en 1986 a la recién creada Federación Riojana de Fútbol siendo inscrito en la 1ª Regional, donde permaneció una temporada abandonando temporalmente la competición.
En la temporada 1989-90 el conjunto chacinero regresó a la competición dentro de la 1ª Regional, pasando al año siguiente Preferente. Permaneció en la categoría regional hasta la temporada 2006-07, primer año del grupo riojano de Tercera División con la denominación de grupo XVI. Su debut no fue positivo al finalizar la liga como colista con 10 puntos.
Tras cuatro años en Preferente el C. D. Bañuelos regresó a Tercera División debido a que el tercer clasificado, el C. D. Anguiano "B" no podía ascender por no poder coincidir con su primer equipo en la misma categoría. El equipo repitió puesto de colista, en esta ocasión, con 14 puntos.
Desde su regreso a Preferente los chacineros se han mantenido lejos de los puestos de ascenso a Tercera División.

## Uniforme
- Uniforme titular: Camiseta roja, pantalón roja y medias roja.

## Estadio
El C. D. Bañuelos juega sus partidos en el campo de El Poste, con una capacidad de 1.500 espectadores.

## Datos del club
- Temporadas en Primera División: 0
- Temporadas en Segunda División: 0
- Temporadas en Segunda División B: 0
- Temporadas en Tercera División: 2
- Mejor puesto en la liga: 20.º en Tercera División de España (temporadas 2006-07 y 2011-12)

## Trayectoria

### Histórico de temporadas
| Temporada | División     | Puesto |
| --------- | ------------ | ------ |
| 1982-83   | 2.ª Regional | 5.º    |
| 1983-84   | 2.ª Regional | 4.º    |
| 1984-85   | 2.ª Regional | 3.º    |
| 1985-86   | 1.ª Regional | 9.º    |
| 1986-87   | 1.ª Regional | 9.º    |
| 1987-1990 | Inactivo     | —      |
| 1990-91   | 1.ª Regional | 7.º    |
| 1991-92   | Preferente   | 13.º   |
| 1992-93   | Preferente   | 9.º    |
| 1993-94   | Preferente   | 15.º   |
| 1994-95   | Preferente   | 17.º   |
| 1995-96   | Preferente   | 15.º   |
| 1996-97   | Preferente   | 16.º   |
| 1997-98   | Preferente   | 7.º    |

| Temporada | División        | Puesto |
| --------- | --------------- | ------ |
| 1998-99   | Preferente      | 7.º    |
| 1999-00   | Preferente      | 12.º   |
| 2000-01   | Preferente      | 9.º    |
| 2001-02   | Preferente      | 11.º   |
| 2002-03   | Preferente      | 13.º   |
| 2003-04   | Preferente      | 19.º   |
| 2004-05   | Preferente      | 9.º    |
| 2005-06   | Preferente      | 6.º    |
| 2006-07   | 3.ª (Grupo XVI) | 20.º   |
| 2007-08   | Preferente      | 8.º    |
| 2008-09   | Preferente      | 14.º   |
| 2009-10   | Preferente      | 14.º   |
| 2010-11   | Preferente      | 4.º    |
| 2011-12   | 3.ª (Grupo XVI) | 20.º   |

| Temporada | División        | Puesto |
| --------- | --------------- | ------ |
| 2012-13   | Preferente      | 13.º   |
| 2013-14   | Preferente      | 12.º   |
| 2014-15   | Preferente      | 13.º   |
| 2015-16   | Preferente      | 11.º   |
| 2016-17   | Preferente      | 11.º   |
| 2017-18   | Preferente      | 11.º   |
| 2018-19   | Preferente      | 9.º    |
| 2019-20   | Preferente      | 11.º   |
| 2020-21   | Preferente      | 8.º    |
| 2021-22   | Preferente      | 15.º   |
| 2022-23   | Preferente      | 18.º   |
| 2023-24   | Preferente (G2) | 7.º    |
| 2024-25   | Preferente      | 16.º   |
| 2025-26   | Preferente      |        |

LEYENDA
```
 :Ascenso de categoría

 :Descenso de categoría
```